# Picrita
La picrita es un tipo de roca ígnea rica en magnesio. Está definida químicamente según la IUGS  como aquellas con contenidos de:
- SiO2 entre 52 y 30 wt%
- Na2O + K2O menores a 3 wt%
- MgO mayores a 12 wt%

La misma definición excluye a rocas que a la misma vez tengan contenidos de MgO mayores a 18 wt% y contenidos de Na2O + K2O menores a 2 wt%, las cuales corresponden a komatita y meimequita.
El basalto picritico o picrobasalto es una variedad de basalto abundante en olivino y con una matriz de augita, labradorita, minerales opacos y vidrio. La oceanita es una variedad de basalto picritico.